# يرزي غورغون
يرزي بول غورغون (بالبولندية: Jerzy Paweł Gorgoń)‏ (مواليد 18 يوليو 1949) هو لاعب كرة قدم. يلعب مع منتخب بولندا لكرة القدم. سبق له أن لعب في كأس العالم لكرة القدم مع منتخب بلاده.

## مسيرته الكروية
لعب يرزي غورغون خلال مسيرته الاحترافية مع ناديين في ستة عشر موسمًا وسجل خلالها 25 هدفًا ضمن 314 مباراة. حيث فاز في خمسة مواسم بالكأس وفي موسمين بالدوري.
خاض يرزي غورغون مسيرته مع نادي غورنيك زابجه في موسم 1967–68 ليلعب معه ثلاثة عشر موسمًا، مشاركًا في 236 مباراة سجل خلالها 21 هدفًا. ثم انتقل إلى نادي سانت غالن في موسم 1980–81 واستمر معه طيلة ثلاثة مواسم، حيث شارك في 78 مباراة سجل خلالها 4 أهداف.

## روابط خارجية
- يرزي غورغون على موقع الاتحاد الدولي (مؤرشف)  (الإنجليزية)
- يرزي غورغون على موقع قاعدة بيانات كرة القدم.إي يو (الإنجليزية)
- يرزي غورغون على موقع ناشيونال فوتبول تيمز (الإنجليزية)
- يرزي غورغون على موقع Soccerway.com (الإنجليزية)
- يرزي غورغون على موقع عالم كرة القدم.نت (الإنجليزية)
- يرزي غورغون على موقع أوليمبيديا (الإنجليزية)
- يرزي غورغون على موقع اللجنة الأولمبية البولندية (مؤرشف) (البولندية)